# خودرو زره‌پوش رزمی
خودرو زره‌پوش رزمی به وسایل نقلیه نظامی زمینی گفته می‌شود که برای عملیات‌های جنگی فاصله نزدیک طراحی شده‌اند و برخوردار از سطح مناسبی بقاپذیری، مرگ آوری و تحرک هستند تا قادر به انجام مأموریت در مناطق پرخطر باشند. از این خودروها هم درماموریت‌های چندمنظوره و هم در نقش‌های خاص استفاده می‌شود و ممکن است چرخ‌دار یا شنی‌دار باشند.
خودروهای زرهی جنگی به انواع مختلفی مانند تانک اصلی میدان نبرد، تانک سبک، نفربر زره‌پوش، خودرو جنگی پیاده‌نظام، خودرو شناسایی زرهی و توپ خودکششی تقسیم می‌شوند.

## تاریخچه
مفهوم خودروی زره‌پوش رزمی قدمتی تقریباً به اندازه تاریخ جنگ‌های بشری دارد. از آرایش‌های فالانژ در یونان و ادوات محاصره در روم تا نوآوری‌های لئوناردو داوینچی در این زمینه، را می‌توان بخشی از این تاریخچه دانست. به هر صورت مسئله تأمین نیرو محرکه کافی جهت پیش بردن وزن سنگین زره این ادوات همواره بزرگ‌ترین مشکل در این زمینه به حساب می‌آمد. با ابداع موتور بخار و نخستین خودروی بخار در اواخر سده هجدهم راه حل این مشکل شروع به پدیداری کرد. تا میانه سده نوزدهم موتورهایی با مصرف معقول سوخت نیز قدم به عرصه گذاشتد. بدین شکل با حصول ابداعات فنی فراوان و همچنین گسترش ظرفیت تولید، توسعه این‌گونه ابزارهای رزمی از اوایل سده بیستم شتاب بیشتری گرفت. وضعیت میدان‌های نبرد در جنگ جهانی اول سبب افزایش اهمیت آن‌ها شد.

## نمونه‌ها

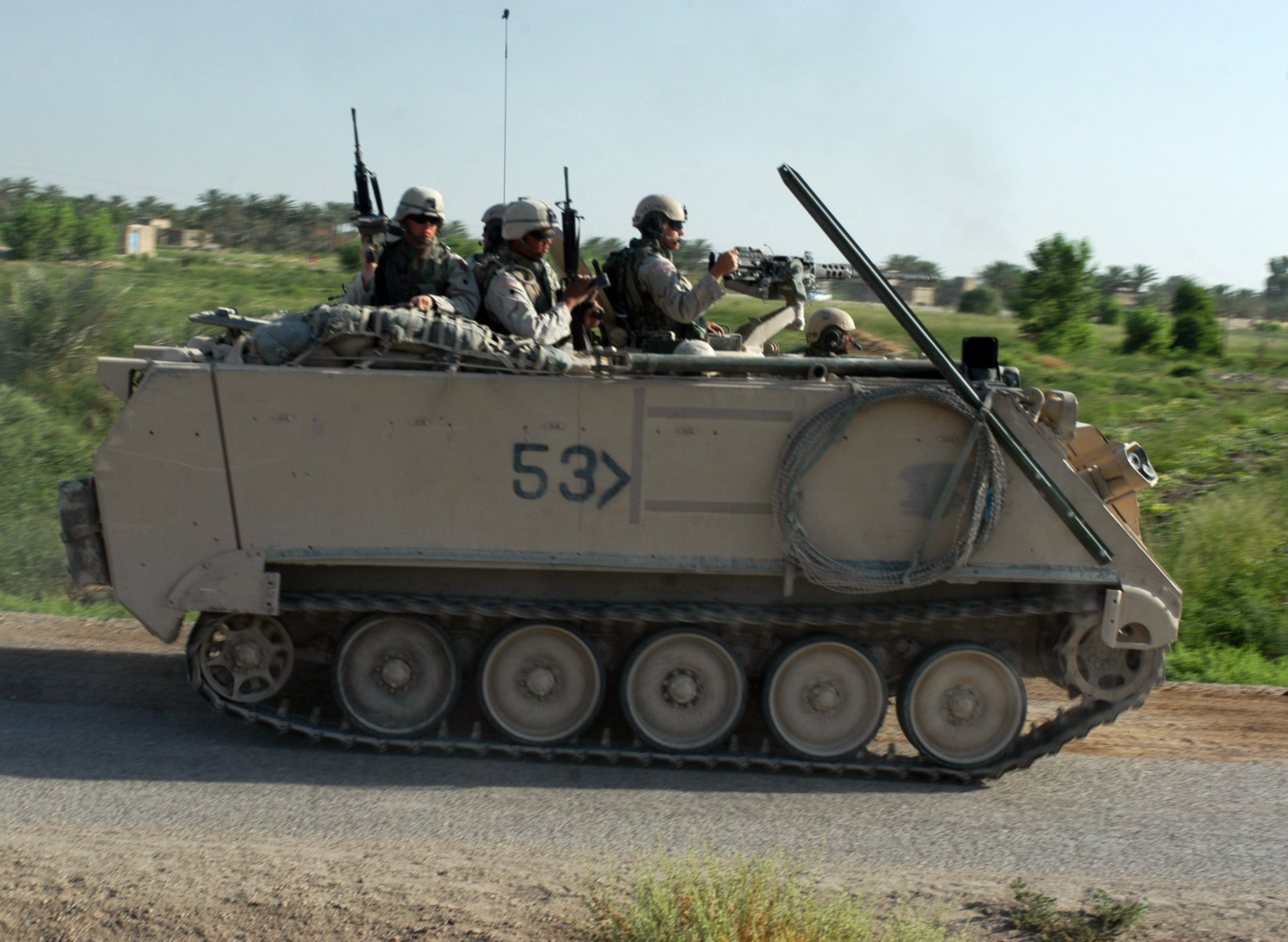
ام۱۱۳ نفربر زره‌پوش آمریکایی
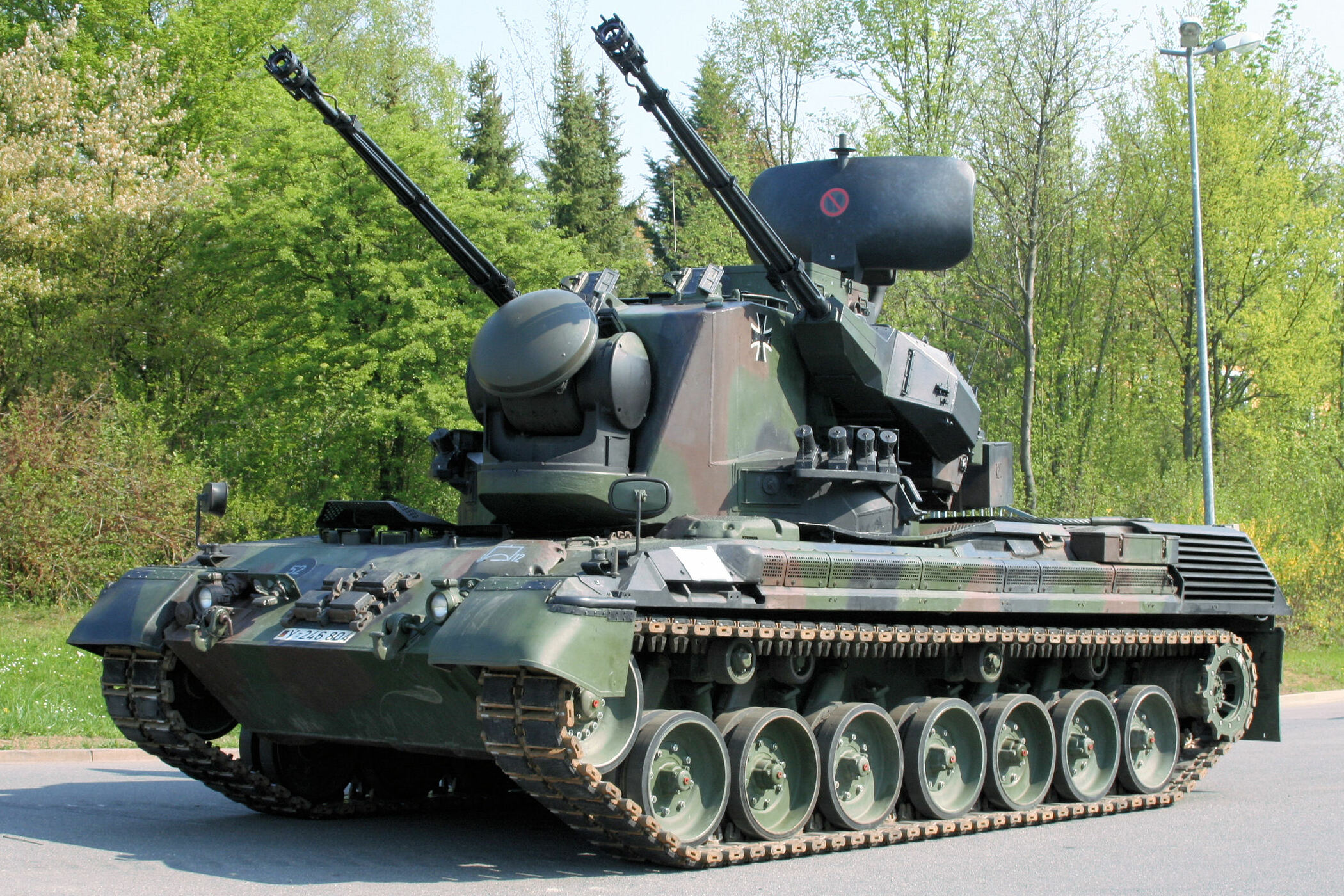
ژپارد توپ ضدهوایی خودکششی آلمانی
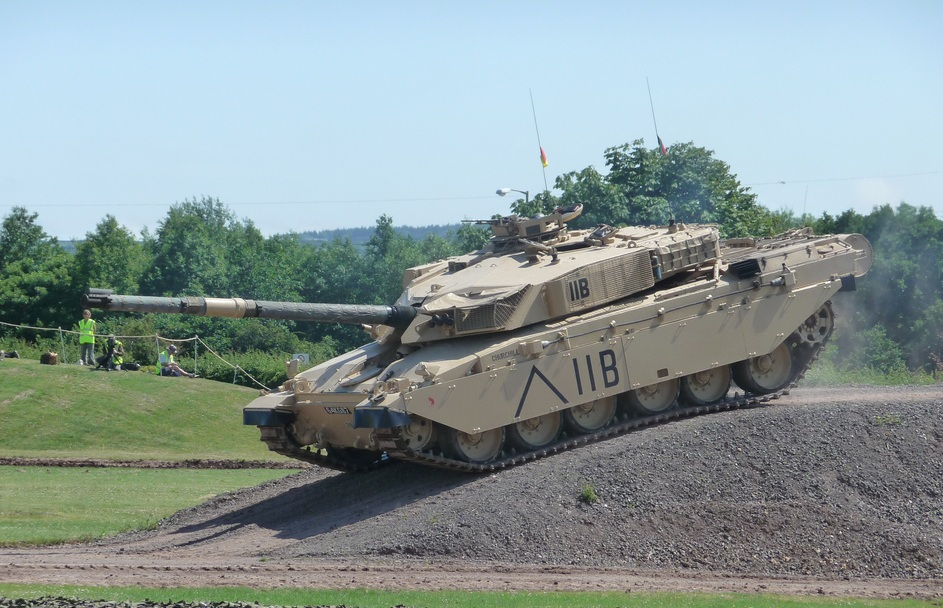
چلنجر ۱ تانک اصلی میدان نبرد بریتانیایی
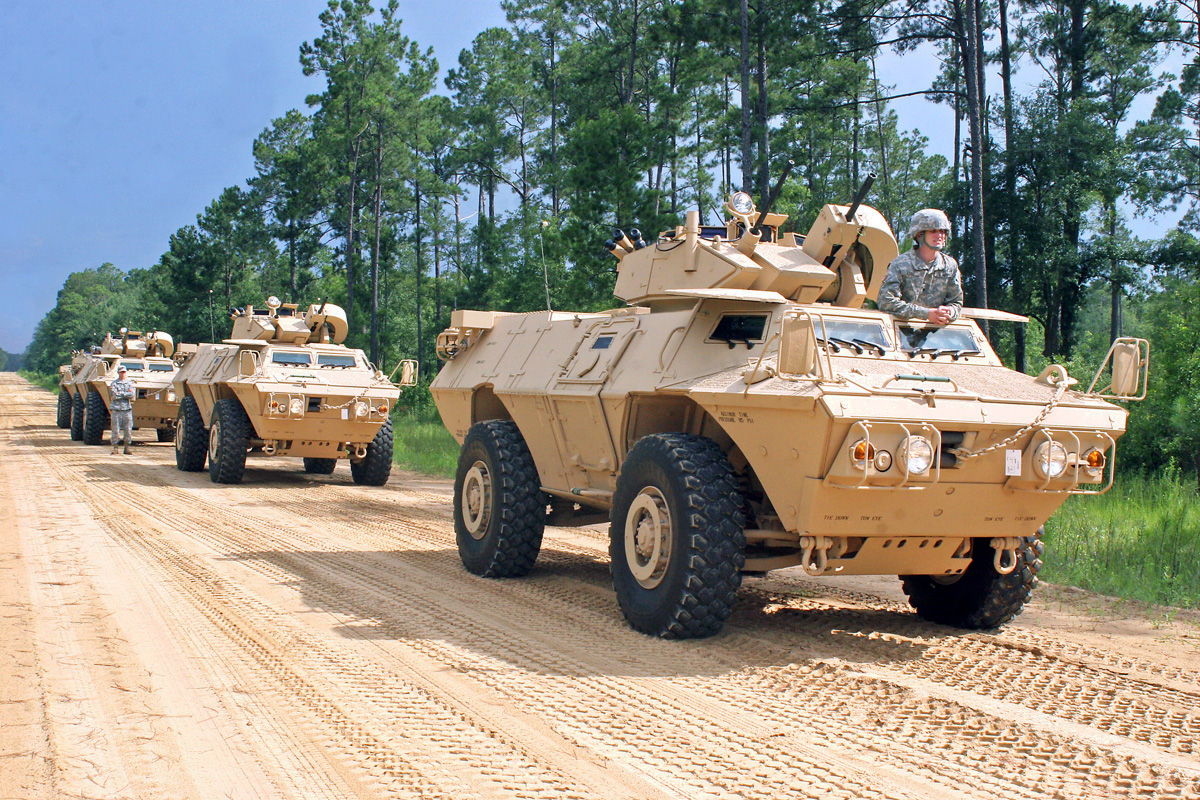
ام۱۱۱۷ خودرو زرهی امنیت داخلی آمریکایی
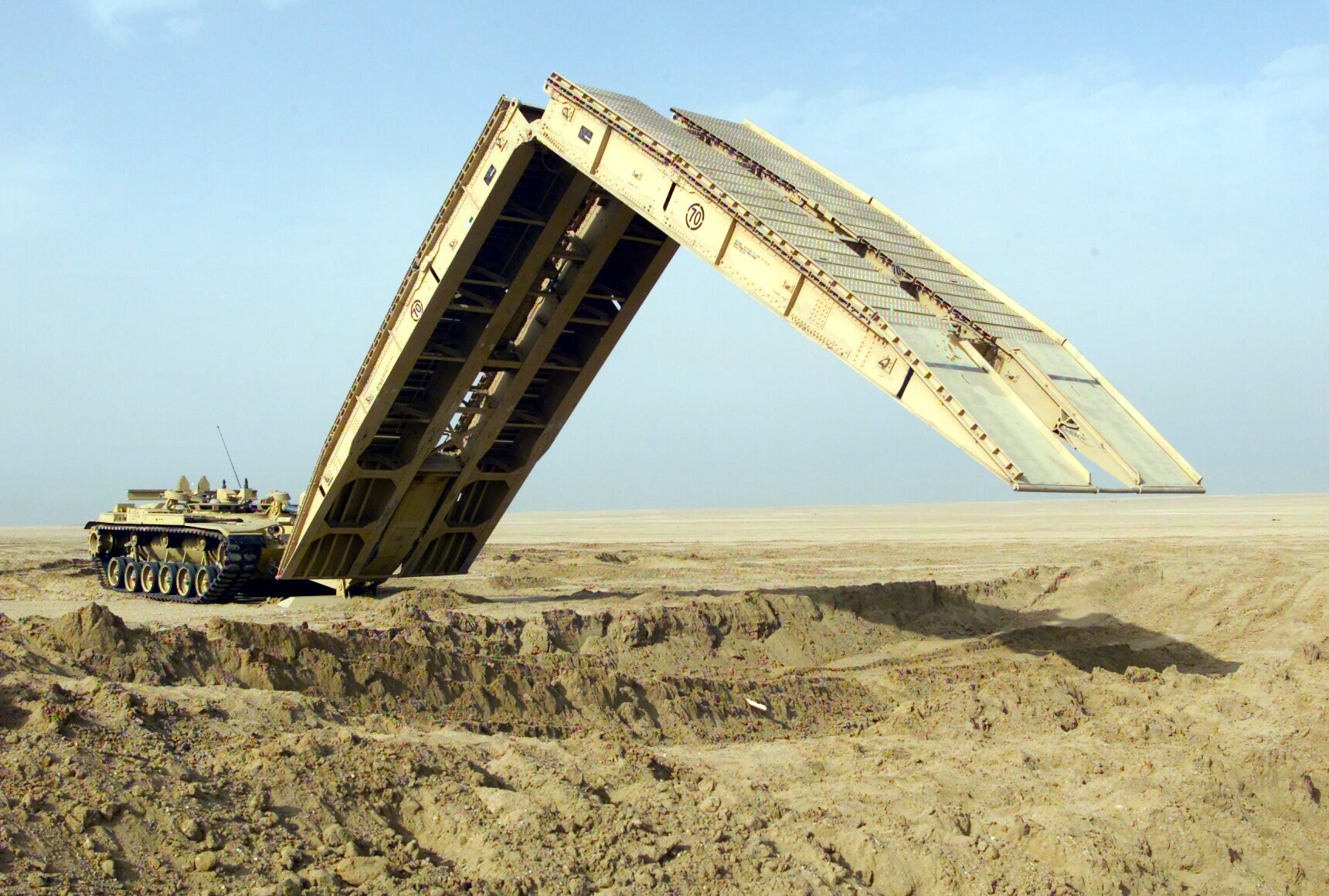
مدل پل‌ساز تانک آمریکایی ام۶۰ پاتون
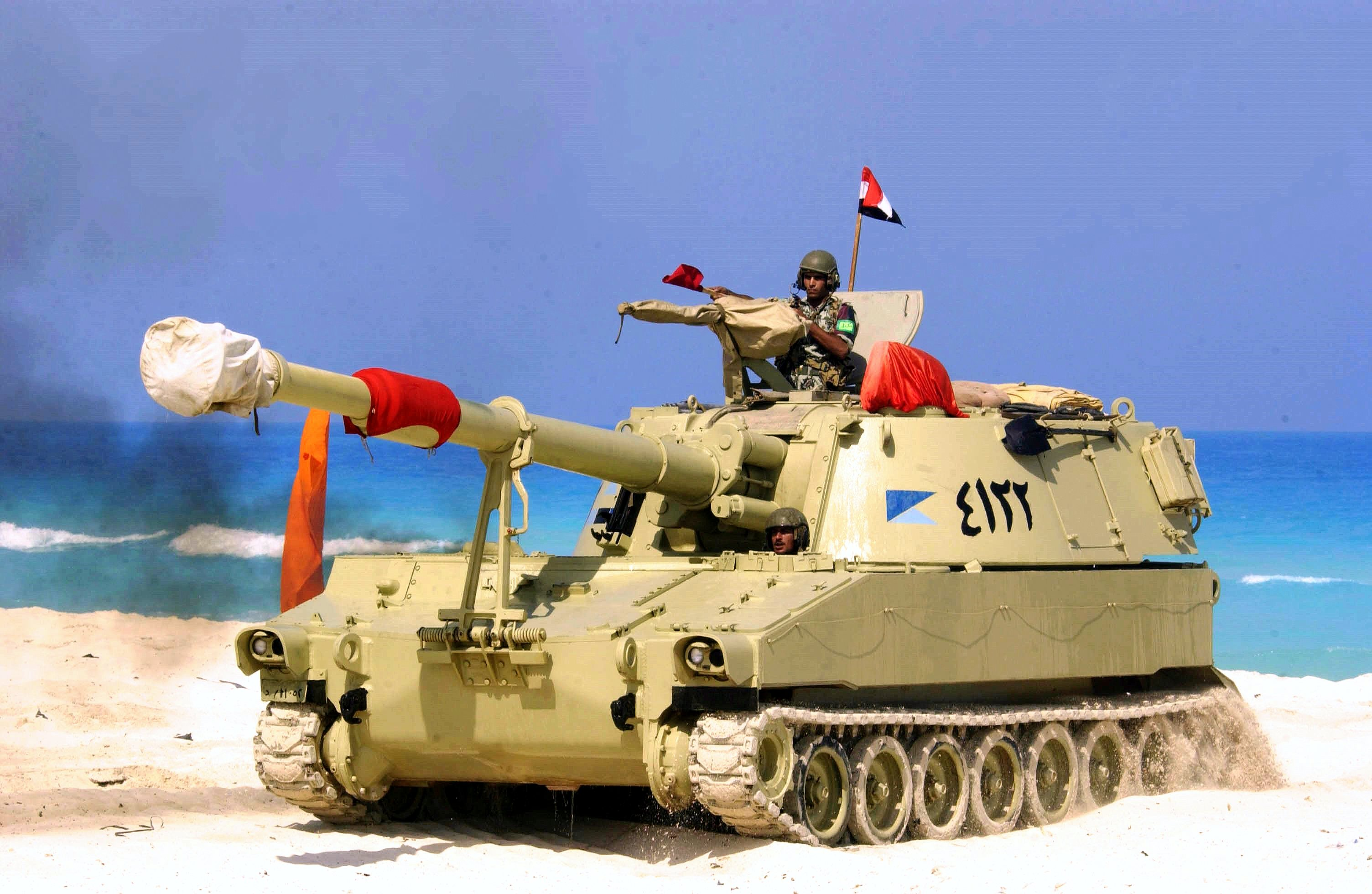
ام۱۰۹ توپ خودکششی آمریکایی
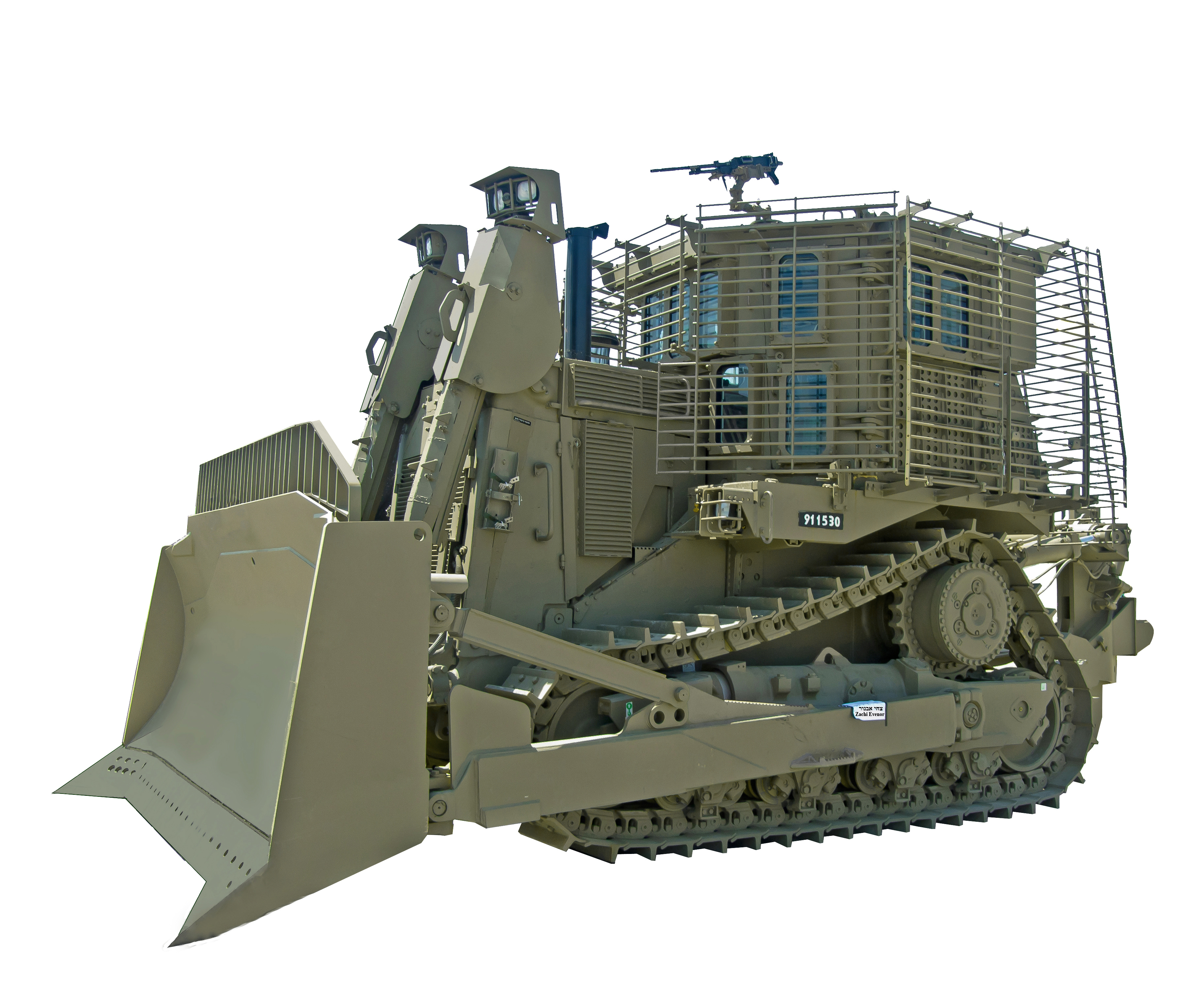
بلدوزر زره‌پوش اسرائیلی
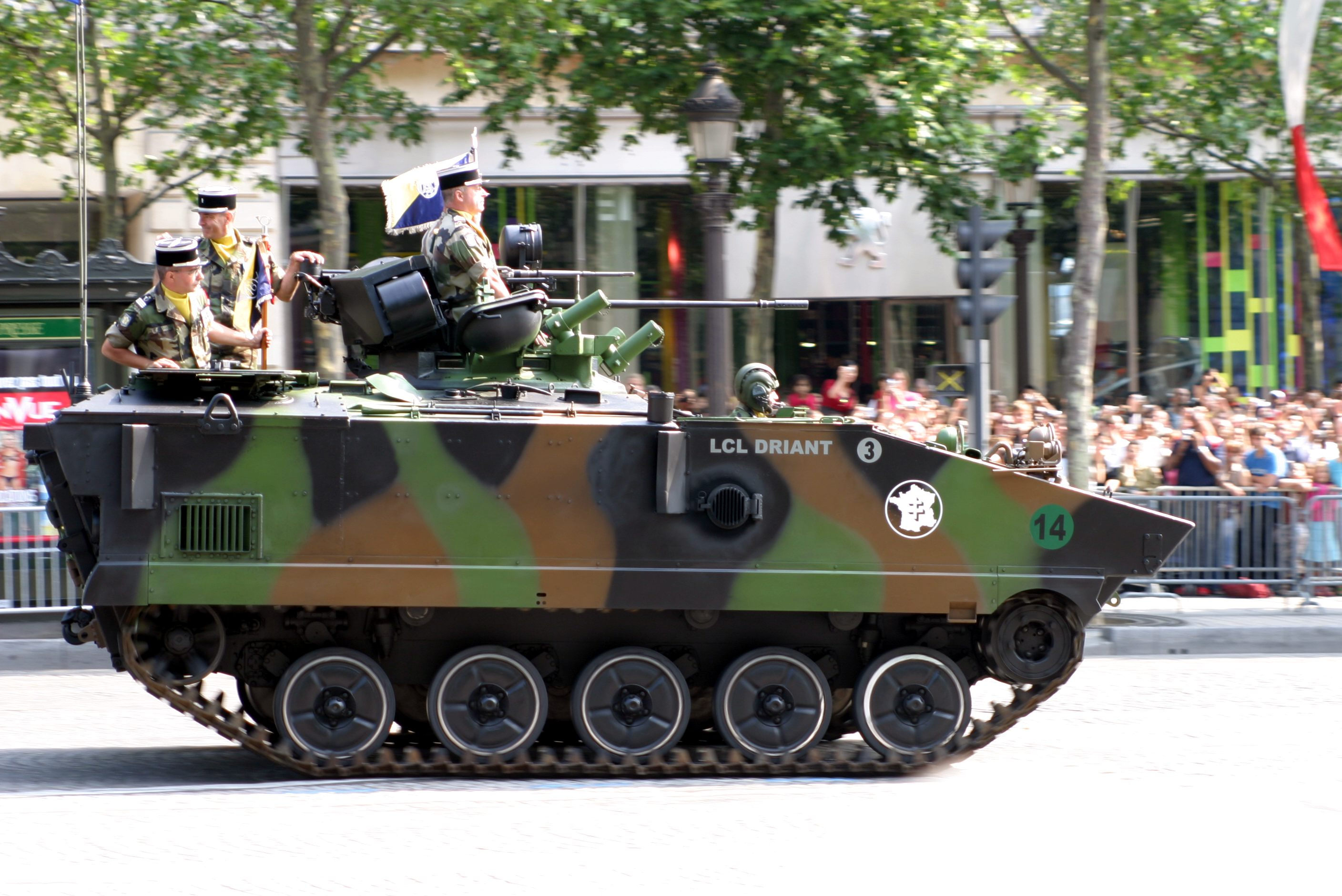
آام‌ایکس-۱۰ خودرو جنگی پیاده‌نظام فرانسوی